# كافر سبت
كافر سبت هي رواية للكاتب والمهندس الفلسطيني عارف الحسيني، صدرت بالعربية عن دار الشروق للنشر سنة 2014 تقع في 193 صفحة. تسلط الضوء على صراع الهوية والانتماء عبر قصة شاب فلسطيني يكتشف جذوره اليهودية السبتية، مما يضعه بين انتماءين دينيين وثقافيين متعارضين. كما تسلط الضوء على التعقيدات الاجتماعية والتاريخية في المجتمع الفلسطيني.

## ملخص الرواية
تتناول الرواية التحولات الاجتماعية والاقتصادية في المجتمع الفلسطيني خلال الفترات التي أعقبت اتفاق أوسلو والانتفاضة الثانية. كما تعكس الرواية المفارقات التي عاشها الفلسطينيون، حيث انتقلوا من يوميات النضال والصمود إلى واقع السلام الإجباري، والانشغال بلقمة العيش والمصالح الشخصية والوطنية. كما تسلط الضوء على تأثير سياسات الدول المانحة، وهيمنة الرأسماليين الجدد والتاريخيين على الاقتصاد، مما أدى إلى تحول الفلسطينيين إلى مستهلكين أساسيين في ظل الحلم بإقامة الدولة وإعادة تشكيل معالمها الاقتصادية والاجتماعية.